# Villeneuve-la-Rivière
Villeneuve-la-Rivière település Franciaországban, Pyrénées-Orientales megyében. Lakosainak száma 1360 fő (2022. január 1.). Villeneuve-la-Rivière Baixas, Baho, Le Soler, Pézilla-la-Rivière és Calce községekkel határos.

## Népesség
A település népessége az elmúlt években az alábbi módon változott:
| Lakosok száma | 1292 | 1285 | 1306 | 1316 | 1359 | 1372 | 1373 | 1366 | 1360 |
|               | 2013 | 2015 | 2016 | 2017 | 2018 | 2019 | 2020 | 2021 | 2022 |